# Erencan Yardımcı
Erencan Yardımcı (İzmit, 4 februari 2002) is een Turks voetballer die als aanvaller speelt. Hij verruilde Eyüpspor medio 2024 voor TSG 1899 Hoffenheim, dat hem direct verhuurde aan Sturm Graz.

## Clubcarrière
In 2017 verruilde hij de jeugdopleiding van zijn thuisstadclub 41 FK voor die van de Turkse topclub Galatasaray. In 2019 mocht hij debuteren voor het eerste elftal, nota bene in de Champions League tegen Club Brugge. Hij wist echter nooit een tweede wedstrijd mee te spelen. Na twee jaar maakte hij voor bijna een half miljoen euro de overstap naar Eyüpspor, toenmalig uitkomend in het derde niveau. Met Eyüpspor promoveerde hij aan het einde van zijn eerste seizoen naar het tweede niveau. Hij werd begin 2022 voor anderhalf jaar uitgeleend aan Süper Lig-deelnemer Alanyaspor. Hij bleef actief in het hoogste niveau, omdat hij achtereenvolgens werd verhuurd aan het gepromoveerde Pendikspor.
In 2024 promoveerde dan ook zijn eigen club Eyüpspor naar het hoogste niveau, maar Erencan bleef niet lang genoeg om het te mogen meemaken. In de zomer van 2024 maakte hij voor 4 miljoen euro een transfer naar het Duitse TSG 1899 Hoffenheim, dat hem direct verhuurde aan Sturm Graz. Hij maakte zijn debuut voor het Oostenrijkse team in de Champions League-wedstrijd tegen Stade Brestois.
1 Baumann  ·
2 Hranáč ·
3 Kadeřábek ·
4 Østigård ·
5 Kabak ·
6 Prömel ·
7 Bischof ·
8 Geiger ·
9 Bebou ·
13 Lenz ·
14 Orban ·
15 Gendrey ·
16 Stach ·
17 Tohumcu ·
18 Samassékou ·
19 Jurásek ·
20 Becker ·
21 Bülter ·
22 Prass ·
23 Hložek ·
25 Akpoguma ·
26 Tabaković ·
27 Kramarić ·
29 Touré ·
32 Busk ·
33 Moerstedt ·
34 N'Soki ·
35 Chaves ·
36 Petersson ·
52 Mokwa ·
53 Yardımcı ·
Coach: Ilzer
· Assistent-coach: Hübner
· Keeperstrainer: Stolz